# Краматорская агломерация
Крамато́рская агломера́ция (укр. Краматорська агломерація) — городская агломерация из нескольких населённых пунктов Донецкой области Украины с центром в г. Краматорск.
Население — 441 000 чел. (2014 год), 486 000 чел. (2001 год).
Состав:
- города (420 300 чел.):
  - Краматорск
  - Славянск
  - Дружковка
  - Лиман
  - Николаевка
  - Святогорск
- посёлки городского типа Краматорского, Дружковского горсоветов, а также (60 400 чел.):
  - Былбасовка (Краматорский район Донецкой области)
  - Андреевка (посёлок городского типа, Краматорский район)
  - Черкасское (Краматорский район Донецкой области)
  - Райгородок (Краматорский район Донецкой области)
  - Донецкое (Краматорский район Донецкой области)
- сёла (5 300 чел.)

Экономическая специализация: машиностроение (преимущественно тяжёлое), химическая промышленность, промышленность строительных материалов, энергетика.
Некоторые исследователи к Краматорской агломерации относят город Константиновку — с населением около 95 тыс. человек. В этом случае общее население агломерации составляет 581 000 чел.